# 키드 캐시
키드 캐시(Kid Kash, 1969년 7월 31일 ~ )는 미국의 프로레슬링선수다. 키는 176cm 몸무게는 92kg이다.

## 커리어
경기스타일은 한마디로 '반칙왕'으로 TNA 시절부터 악역으로 활동하며 온갖 비열한 방법을 쓰며 여러 선수들과 대립했고, TNA에서 활동한 이후로 WWE로 이적하면서 스맥다운에서 크루저웨이트 디비전에서 활동하며 크루저웨이트 챔피언에 오른다. 제이미 노블과 함께 핏불즈라는 태그팀으로 활동하기도 했다. 그러다가 2006년에 WWE에서 방출된다.

## 수상

### WWE
- WWE 크루져웨이트 챔피언 (구 버전) 1회

### ECW
- ECW 월드 텔레비전 챔피언 1회

### TNA
- NWA 월드 태그팀 챔피언 2회
- TNA X-디비전 챔피언 1회